# Phare de Vestpynten
Le phare de Vestpynten (en norvégien : Vestpynten fyr) est un  feu situé à l'entrée du port de Longyearbyen, au Spitzberg dans l'archipel de Svalbard au nord  de la Norvège.

## Histoire
Ce feu moderne remplace une plateforme en bois avec une petite cabine supportant une lumière se trouvant à proximité qui avait été établi en 1933. Il se trouve dans l'Isfjorden, le principal fjord de Svalbard à 5 km au nord-ouest du port.
Il est géré par l'Administration côtière norvégienne (en norvégien : Kystverket). Le site ouvert et les visiteurs peuvent monter à l'escalier de la galerie d'ancienne lumière.

## Description
Ce phare moderne  est une tourelle hexagonale en acier blanc de 8 mètres de haut tapissée de panneaux solaires. Il émet, à une hauteur focale de 11 mètres, un éclat blanc toutes les 5 secondes. Sa portée nominale est de 10 milles nautiques (environ 19 km).
Identifiant : ARLHS : SVA-004 ; NF-9864 - Amirauté : L4318 - NGA : 17812 .
|                              |
| Les deux phare de Vestpynten |

### Lien connexe
- Liste des phares de Norvège